# Національні горіхи
Національні горіхи (англ. National Nuts) — американська короткометражна кінокомедія режисера Джона Френсіса Діллона 1916 року.

## У ролях
- Бен Терпін
- Педді МакГуайр
- Рена Роджерс
- Артур Мун
- Едвард Седжвік
- Джек Гейнс